# Tunapanda Institute
Das Tunapanda Institute (deutsch: Tunapanda Institut, aus Swahili "wir wachsen") ist eine in Ostafrika operierende Nichtregierungsorganisation, die in den Vereinigten Staaten von Amerika registriert ist. Mit dem Ziel der Aus- und Weiterbildung benachteiligter Jugendlicher werden verschiedene kostenlose Kurse im Bereich Technologie, Design und Entrepreneurship angeboten um die Chance der Absolventen auf dem Arbeitsmarkt zu erhöhen. In dreimonatigen praxisbezogenen Kursen erfolgt so die Vermittlung von ICT-Wissen und Soft Skills, welche eine Vorbereitung auf die sich wandelnden lokalen und globalen Arbeitsbedingungen darstellt. Ein Teil der Absolventen wird in der Folge wiederum als Trainer ausgebildet um in der Hauptstelle in Kibera zu unterrichten oder die Idee des Tunapanda Institutes in der Region zu verbreiten.

## Geschichte
Das Institut wurde 2013 von den Brüdern Jay Larson und Mick Larson gegründet, zunächst mit dem Ziel der "education on a hard drive". Diese luden in der Folge Open-Source-Software zu Kursen im Programmieren und für Fremdsprachen herunter und fügten Wikipedia-Artikel hinzu, die sie auf CDs an verschiedensten Schulen verteilten.
Nach diesem ersten Schritt wurden die ersten eigenen Kurse entwickelt und zur freien Verfügung für Lehrende bereitgestellt.
In der bisherigen Geschichte des Institutes wurden über 300 Schüler ausgebildet (Stand Jan. 2019).

## TunapandaNET
Im Jahr 2015 wurde das TunapandaNET konzipiert, um Jugendlichen, die keinen Verbindung zum Internet haben, den Zugang zur Lernplattform SWAG zu ermöglichen und so mit Lernmaterialien zu versorgen.  Das Netzwerk operiert als Intranet und soll so bedeutend weniger Kosten verursachen als reguläre Internet-Services. Im Jahr 2018 wurde entschieden die ursprünglichen vier Netzwerkelemente um zehn weitere zu erweitern.

## Kibera Aeronautics and Space Academy
Ende 2018 startete Tunapanda die Kibera Aeronautics and Space Academy (KASA) mit dem Ziel, Jugendliche und junge Erwachsene für Wissenschaft und Technik zu begeistern. In neun raumfahrtbezogenen Kleinkursen sollen Benachteiligte aus Kibera und anderen Regionen praktische Fertigkeiten für ihr zukünftiges Leben erlernen. Langfristig soll ein Ausbildungssystem installiert werden, mit dem die Teilnehmer nach dem Vorbild der deutschen dualen Ausbildung für technologische Berufe vorbereitet und in der Folge an Arbeitgeber vermittelt werden können.